# گیلیان فاستر
گیلیان فاستر (انگلیسی: Gillian Foster؛ زادهٔ ۲۸ اوت ۱۹۷۶) بازیکن فوتبال اهل استرالیا است.
از باشگاه‌هایی که در آن بازی کرده‌است می‌توان به اشاره کرد.
وی همچنین در تیم ملی فوتبال استرالیا بازی کرده‌است.